# Meridiano 14 W
O meridiano 14 W é um meridiano que, partindo do Polo Norte, atravessa o Oceano Ártico, Gronelândia, Islândia, Oceano Atlântico, Ilhas Canárias, África, Oceano Antártico, Antártida e chega ao Polo Sul. Forma um círculo máximo com o meridiano 166 E.
Começando no Polo Norte, o meridiano 14º Oeste tem os seguintes cruzamentos:
| País, território ou mar | Notas                                                                |
| ----------------------- | -------------------------------------------------------------------- |
| Oceano Ártico           |                                                                      |
| Gronelândia             |                                                                      |
| Oceano Ártico           | Mar da Gronelândia                                                   |
| Islândia                |                                                                      |
| Oceano Atlântico        |                                                                      |
| Espanha                 | Ilha de Fuerteventura, Ilhas Canárias                                |
| Oceano Atlântico        |                                                                      |
| Saara Ocidental         | Ocupado por Marrocos                                                 |
| Mauritânia              |                                                                      |
| Senegal                 |                                                                      |
| Gâmbia                  |                                                                      |
| Senegal                 |                                                                      |
| Guiné-Bissau            |                                                                      |
| Guiné                   |                                                                      |
| Oceano Atlântico        | Passa a leste de Ascensão, Santa Helena, Ascensão e Tristão da Cunha |
| Oceano Antártico        |                                                                      |
| Antártida               | Terra da Rainha Maud, reclamada pela Noruega                         |